# فرقة بانزر الثالثة والعشرون (الفيرماخت)
فرقة بانزر الثالثة والعشرون (بالإنجليزية: 23rd Tank Division) كانت فرقة مدرعة في الجيش الألماني خلال الحرب العالمية الثانية. تشكلت في فرنسا في أواخر عام 1941، أمضت الفرقة تاريخها القتالي بأكمله على الجبهة الشرقية.

## التاريخ
تأسست فرقة بانزر 23 في 21 سبتمبر 1941 في فرنسا. تم تشكيلها من لواء بانزر 101 وفوجين مشاة وتم تجهيزهما في البداية "booty tanks" التي تم استبدالها بعد فترة وجيزة بدبابات ألمانية. 
في مارس 1942، ذهبت الفرقة إلى الجبهة الشرقية بالقرب من خاركوف كفرقة فرعية للجيش الألماني السادس. كان من المقرر أن يبقى داخل مجموعة الجيوش الجنوبية للجزء الأكبر من خدمتها.  شاركت الفرقة في التقدم الألماني إلى القوقاز، ولكن تم إرسالها لاحقًا شمالًا إلى ستالينجراد. نجت من الحصار عندما حوصر الجيش السادس هناك، وشاركت في محاولة الإغاثة الفاشلة اللاحقة. في نهاية عامها الأول على الجبهة الشرقية، فقدت فرقة بانزر الثالثة والعشرون 90 في المائة من دباباتها. 

## القادة
قادة الفرقة: 
- Generalleutnant Hans Reichsfreiherr von Boineburg-Lengsfeld - 25 سبتمبر - 16 نوفمبر 1941
- اللواء الرائد هاينز - يواكيم فيرنر - إرينفوتشت - 16-22 نوفمبر 1941
- Generalleutnant Hans Reichsfreiherr von Boineburg-Lengsfeld - 22 نوفمبر 1941 - 20 يوليو 1942
- اللواء الرائد إروين ماك (توفي في المعركة) - 20 يوليو - 26 أغسطس 1942
- Generalleutnant Hans Reichsfreiherr von Boineburg-Lengsfeld - 26 أغسطس - 26 ديسمبر 1942
- الجنرال دير بانزرتروبي نيكولاوس فون فورمان - 26 ديسمبر 1942 - 25 أكتوبر 1943
- اللواء الرائد ايوالد كريبر - 25 أكتوبر - 1 نوفمبر 1943
- اللواء الرائد هاينز - يواكيم فيرنر - إرينفوتشت - 1-18 نوفمبر 1943
- اللواء الرائد إيوالد كريبر - 18 نوفمبر 1943 - 9 يونيو 1944
- Generalleutnant جوزيف فون رادويتز - 9 يونيو 1944 - 8 مايو 1945

### قائمة المراجع
- Mitcham، Samuel W. (2000). The Panzer Legions. Mechanicsburg: Stackpole Books. ISBN:978-0-8117-3353-3.  Mitcham، Samuel W. (2000). The Panzer Legions. Mechanicsburg: Stackpole Books. ISBN:978-0-8117-3353-3.  Mitcham، Samuel W. (2000). The Panzer Legions. Mechanicsburg: Stackpole Books. ISBN:978-0-8117-3353-3.
- Stoves، Rolf (1986). Die Gepanzerten und Motorisierten Deutschen Grossverbände 1935 – 1945 [The armoured and motorised German divisions and brigades 1935–45]. باد ناوهايم: Podzun-Pallas Verlag. ISBN:3-7909-0279-9.  Stoves، Rolf (1986). Die Gepanzerten und Motorisierten Deutschen Grossverbände 1935 – 1945 [The armoured and motorised German divisions and brigades 1935–45]. باد ناوهايم: Podzun-Pallas Verlag. ISBN:3-7909-0279-9.  Stoves، Rolf (1986). Die Gepanzerten und Motorisierten Deutschen Grossverbände 1935 – 1945 [The armoured and motorised German divisions and brigades 1935–45]. باد ناوهايم: Podzun-Pallas Verlag. ISBN:3-7909-0279-9.